# Tomas Gintarassowitsch Rukas
Tomas Gintarassowitsch Rukas (russisch Томас Гинтарасович Рукас; * 4. September 1996 in Andrušaičiai, Litauen) ist ein russischer Fußballspieler.

## Karriere
Rukas begann seine Karriere bei Meteor St. Petersburg. Zur Saison 2013/14 wechselte er zur drittklassigen Zweitmannschaft des FK Sibir Nowosibirsk. Für Sibir-2 kam er in jener Saison zu elf Einsätzen in der Perwenstwo PFL. Zur Saison 2014/15 wechselte er zur U-19 von Lokomotive Moskau. Nach einem halben Jahr bei Lok wechselte der Verteidiger im Januar 2015 nach Portugal zum Drittligisten União Leiria. Nach sechs Drittligaeinsätzen wurde er zur Saison 2015/16 nach Spanien an die drittklassige Zweitmannschaft des FC Getafe verliehen. Für Getafe B absolvierte er neun Spiele in der Segunda División B. Im Januar 2016 wurde die Leihe vorzeitig beendet und Rukas wurde innerhalb Portugals als die zweitklassige Zweitmannschaft von Sporting Lissabon weiterverliehen. Für Sporting B kam er bis zum Leihende zu acht Einsätzen in der Segunda Liga.
Zur Saison 2016/17 kehrte er wieder zu Leiria zurück. In jener Spielzeit absolvierte er 20 Partien in der dritthöchsten portugiesischen Spielklasse. Zur Saison 2017/18 wechselte er wieder zurück nach Russland und schloss sich der zweitklassigen Zweitmannschaft von Zenit St. Petersburg an. In seiner ersten Saison in Sankt Petersburg kam er zu zwölf Einsätzen in der Perwenstwo FNL. In der Saison 2018/19 absolvierte er 27 Zweitligapartien, mit Zenit-2 stieg er allerdings zu Saisonende in die Perwenstwo PFL ab. In der dritten Liga absolvierte er 2019/20 bis zum Saisonabbruch 15 Partien.
Zur Saison 2020/21 wechselte Rukas zum Zweitligisten FK Jenissei Krasnojarsk. Für Jenissei kam er bis zur Winterpause zu 17 Zweitligaeinsätzen. Im Januar 2021 wechselte er zum Erstligisten FK Rostow. Für Rostow kam er allerdings bis Saisonende nie zum Einsatz. Im August 2021 kehrte er leihweise nach Krasnojarsk zurück.

## Persönliches
Sein Zwillingsbruder Andrjus ist ebenfalls Fußballspieler.